# VIII. Antiokhosz szeleukida uralkodó

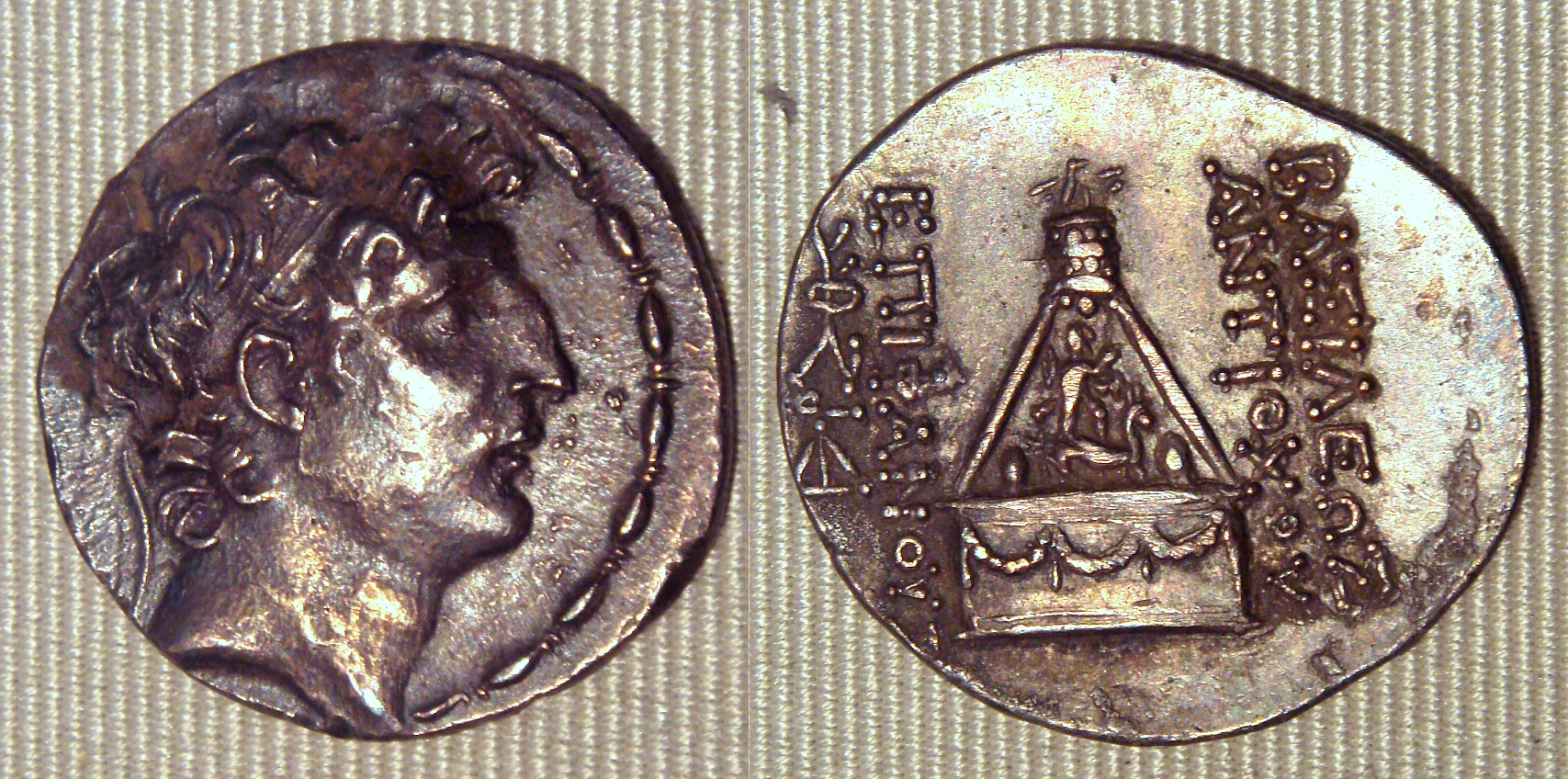
VIII. Antiokhosz ezen későbbi pénzérméjén a hettiták Szandan istenségét ábrázolja, amint szarvas oroszlánján egy máglyában van, amelyen sas trónol.

VIII. Antiokhosz Grüposz (Aντιóχoς Γρυπός, Kr. e. 141 – Kr. e. 96 nyara) ókori hellenisztikus király, a Szeleukida Birodalom uralkodója (Kr. e. 125-től haláláig), II. Démétriosz Nikatór és Kleopátra Thea gyermeke volt. A Grüposz melléknév ábrázolásain is jól látható horgas orrára utal, de pénzein a Philométór (Anyaszerető) és az Epiphanész mellékneveket használta.
Antiokhosz II. Démétriosz kisebbik fia volt; amikor apját a bitorló II. Alexandrosz Zabinasz Kr. e. 125-ben megbuktatta, épp Athénban folytatott tanulmányokat. Édesanyja, Kleopátra Thea egyiptomi hercegnő azonban a birtokában maradt területek élén maga akarta gyakorolni a hatalmat, ezért a névleges királyi címmel meg nem elégedő bátyját, V. Szeleukoszt meggyilkoltatta, és hazahívta Antiokhoszt. Hazatérő fia szövetkezett VIII. Ptolemaiosz Phüszkónnal, a korábban Zabinaszt felléptető egyiptomi királlyal, akinek feleségül vette egyik lányát, Trüphainát. Ptolemaiosz segítségével Kr. e. 122-re sikerült leszámolnia a bitorlóval. A hatalomféltésből életére törő anyját is megmérgeztette Kr. e. 120-ban. Az elkövetkező néhány év nyugalmasan telt, ám Kr. e. 112-ben trónkövetelő lépett fel ellene IX. Antiokhosz Küzikénosz, VII. Antiokhosz Euergetész és Kleopatra egyik fia (azaz Grüposz fél- és unokatestvére) személyében. A trónkövetelő szép sikereket aratott az első évben, ám Kr. e. 111-ben a király visszaszerezte területeinek nagy részét. A fivérek végül abban állapodtak meg, hogy felosztják egymás között a Szíriára redukálódott birodalmat: a király Fönícia és Koilé-Szíria területét adta át riválisának.
A megegyezés egyik felet sem elégítette ki igazán, így aztán VIII. Antiokhosz Kr. e. 96-ban, bizonyos Hérakleón által történt meggyilkolásáig rendszeresen hadakoztak egymás ellen – eredménytelenül –, tovább züllesztve és gyengítve a királyságot. Halálával a háborúság nem szűnt meg: féltestvérének utódai, illetve az ő öt fia – VI. Szeleukosz Epiphanész, XI. Antiokhosz Epiphanész, I. Philipposz Philadelphosz, III. Démétriosz Eukairosz és XII. Antiokhosz Dionüszosz – a mintegy harminc évvel később bekövetkező végső bukásig harcolt a főhatalomért. Antiokhosz Grüposznak egy Laodiké nevű lánya is ismert, ő I. Mithradatész kommagénéi fejedelem felesége lett.